# Vaucourtois
Vaucourtois est une commune française située dans le département de Seine-et-Marne en région Île-de-France.

## Géographie

### Localisation

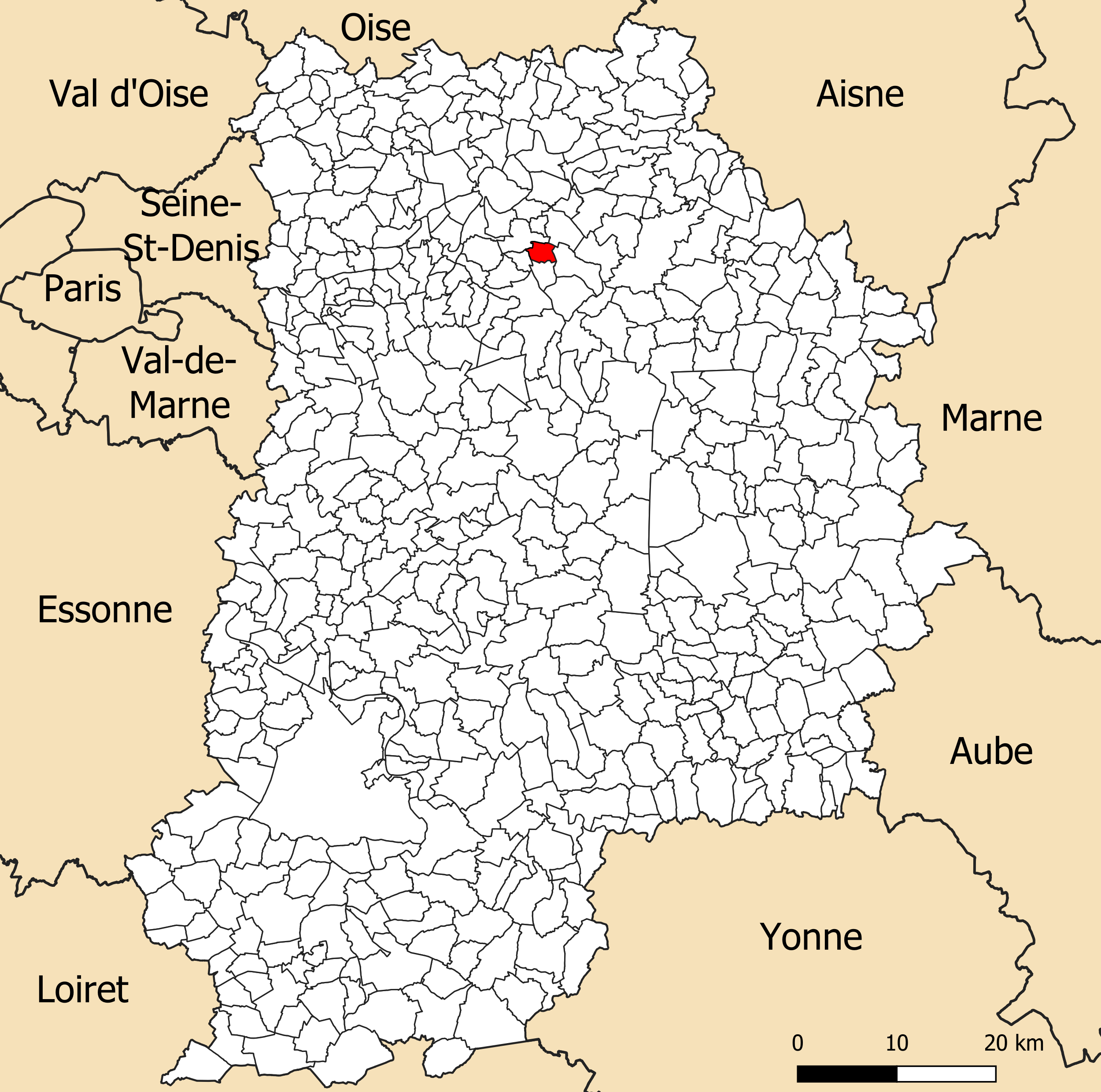
Localisation de la commune de Vaucourtois dans le département de Seine-et-Marne.

La commune est située à environ  10,5 kilomètres au sud-est de Meaux.

### Géologie et relief
L'altitude de la commune varie de 122 mètres à 169 mètres pour le point le plus haut, le centre du bourg se situant à environ 160 mètres d'altitude (mairie). Elle est classée en zone de sismicité 1, correspondant à une sismicité très faible.

### Hydrographie

#### Réseau hydrographique

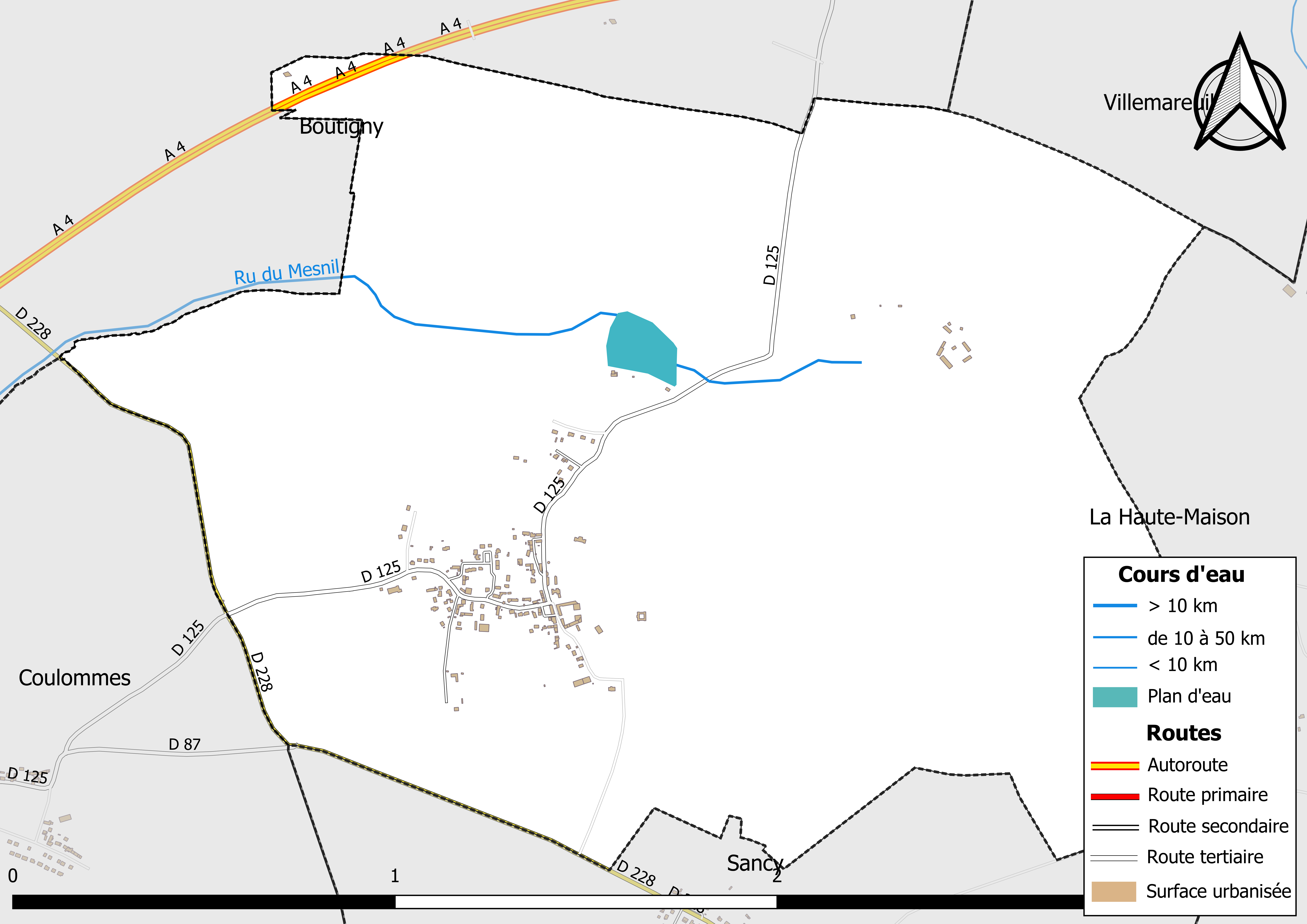
Carte des réseaux hydrographique et routier de Vaucourtois.

Le réseau hydrographique de Vaucourtois se compose d'un seul cours d'eau référencé : le ru du Mesnil, 9,40 km, affluent du Grand Morin.
Sa longueur totale sur la commune est de 1,51 km.

#### Gestion des cours d'eau
Afin d’atteindre le bon état des eaux imposé par la Directive-cadre sur l'eau du 23 octobre 2000, plusieurs outils de gestion intégrée s’articulent à différentes échelles : le SDAGE, à l’échelle du bassin hydrographique, et le SAGE, à l’échelle locale. Ce dernier fixe les objectifs généraux d’utilisation, de mise en valeur et de protection quantitative et qualitative des ressources en eau superficielle et souterraine. Le département de Seine-et-Marne est couvert par six SAGE, au sein du bassin Seine-Normandie.
La commune fait partie du SAGE « Petit et Grand Morin », approuvé le 21 octobre 2016. Le territoire de ce SAGE comprend les bassins du Petit Morin (630 km2) et du Grand Morin (1 185 km2). Le pilotage et l’animation du SAGE sont assurés par le syndicat mixte d'aménagement et de gestion des Eaux (SMAGE) des 2 Morin, qualifié de « structure porteuse ».

### Climat
Pour des articles plus généraux, voir Climat de l'Île-de-France et Climat de Seine-et-Marne.
En 2010, le climat de la commune est de type climat océanique dégradé des plaines du Centre et du Nord, selon une étude du CNRS s'appuyant sur une série de données couvrant la période 1971-2000. En 2020, Météo-France publie une typologie des climats de la France métropolitaine dans laquelle la commune est exposée à un climat océanique altéré et est dans la région climatique Nord-est du bassin Parisien, caractérisée par un ensoleillement médiocre, une pluviométrie moyenne régulièrement répartie au cours de l’année et un hiver froid (3 °C).
Pour la période 1971-2000, la température annuelle moyenne est de 10,5 °C, avec une amplitude thermique annuelle de 14,7 °C. Le cumul annuel moyen de précipitations est de 733 mm, avec 11,5 jours de précipitations en janvier et 8,5 jours en juillet. Pour la période 1991-2020, la température moyenne annuelle observée sur la station météorologique la plus proche, située sur la commune de Changis-sur-Marne à 8 km à vol d'oiseau, est de 11,9 °C et le cumul annuel moyen de précipitations est de 710,1 mm,. Pour l'avenir, les paramètres climatiques de la commune estimés pour 2050 selon différents scénarios d'émission de gaz à effet de serre sont consultables sur un site dédié publié par Météo-France en novembre 2022.

### Milieux naturels et biodiversité
Aucun espace naturel présentant un intérêt patrimonial n'est recensé sur la commune dans l'inventaire national du patrimoine naturel,,.

## Urbanisme

### Typologie
Au 1er janvier 2024, Vaucourtois est catégorisée commune rurale à habitat dispersé, selon la nouvelle grille communale de densité à sept niveaux définie par l'Insee en 2022.
Elle est située hors unité urbaine. Par ailleurs la commune fait partie de l'aire d'attraction de Paris, dont elle est une commune de la couronne,. Cette aire regroupe 1 929 communes,.

### Occupation des sols
L'occupation des sols de la commune, telle qu'elle ressort de la base de données européenne d’occupation biophysique des sols Corine Land Cover (CLC), est marquée par l'importance des territoires agricoles (92,1 % en 2018), une proportion identique à celle de 1990 (92,1 %). La répartition détaillée en 2018 est la suivante : 
terres arables (84,6% ), prairies (7,5% ), zones urbanisées (5,4% ), forêts (2,5 %).
Parallèlement, L'Institut Paris Région, agence d'urbanisme de la région Île-de-France, a mis en place un inventaire numérique de l'occupation du sol de l'Île-de-France, dénommé le MOS (Mode d'occupation du sol), actualisé régulièrement depuis sa première édition en 1982. Réalisé à partir de photos aériennes, le Mos distingue les espaces naturels, agricoles et forestiers mais aussi les espaces urbains (habitat, infrastructures, équipements, activités économiques, etc.) selon une classification pouvant aller jusqu'à 81 postes, différente de celle de Corine Land Cover,,. L'Institut met également à disposition des outils permettant de visualiser par photo aérienne l'évolution de l'occupation des sols de la commune entre 1949 et 2018.

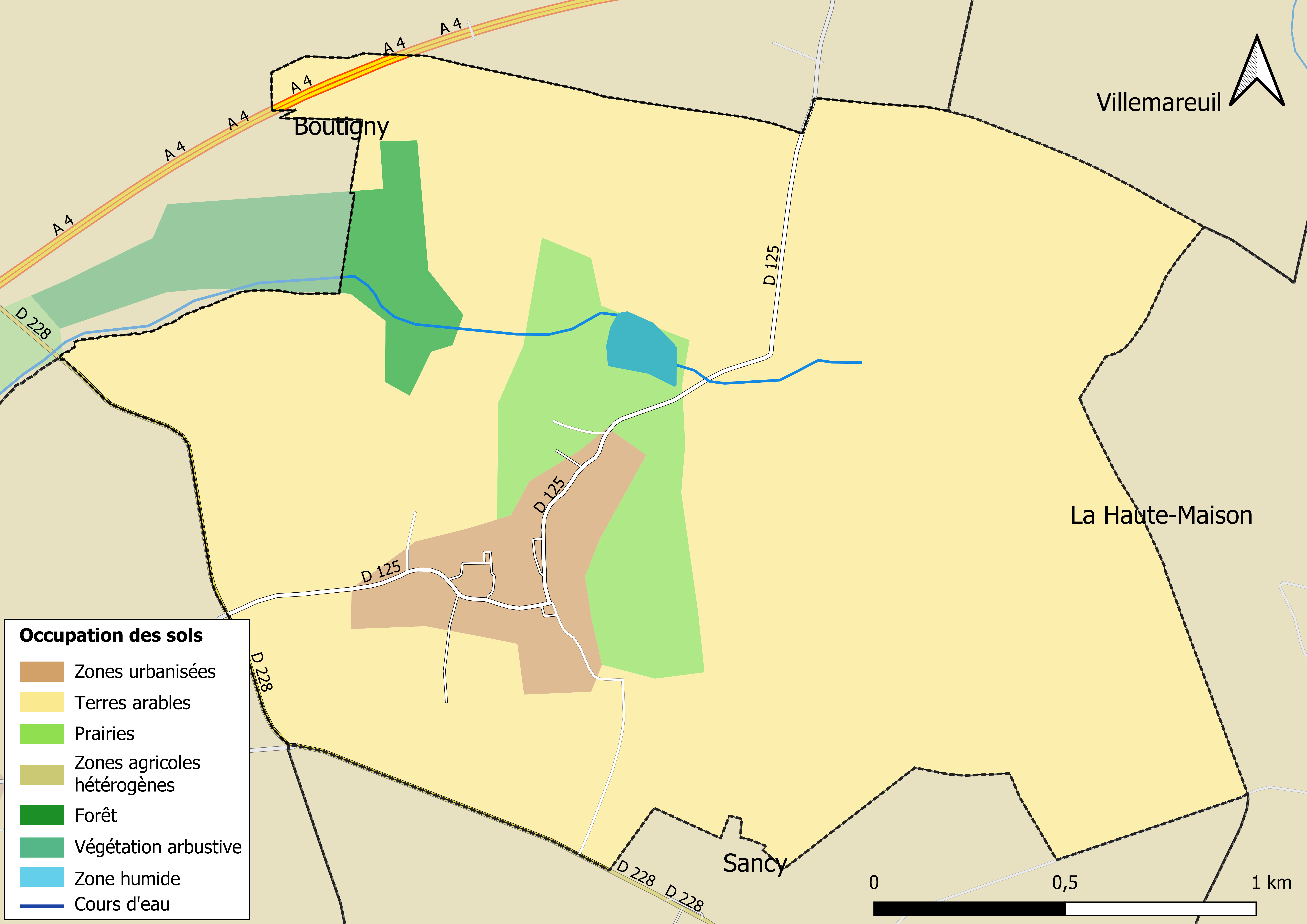
Carte des infrastructures et de l'occupation des sols en 2018 (CLC) de la commune.
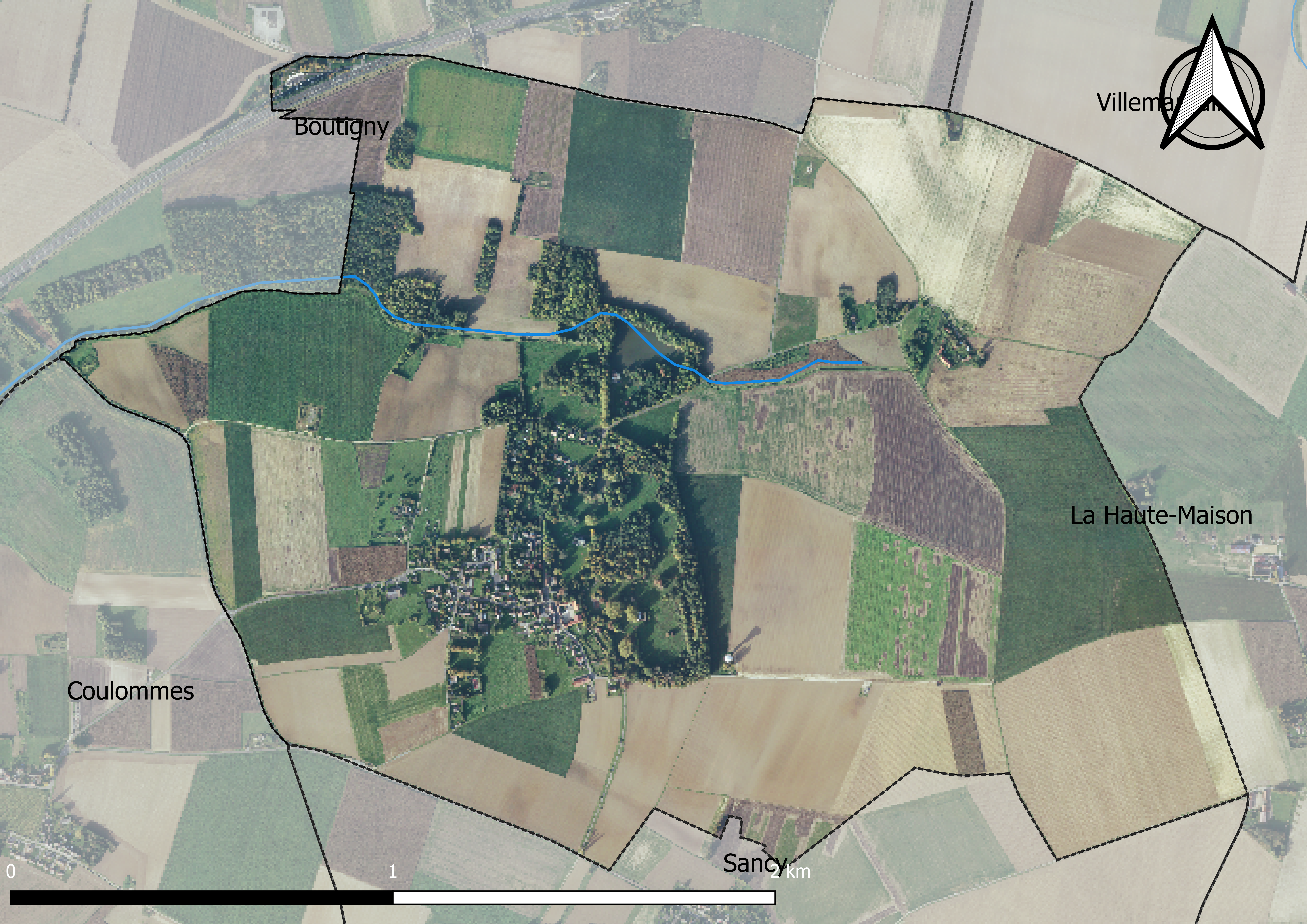
Carte orhophotogrammétrique de la commune.

### Planification
La loi SRU du 13 décembre 2000 a incité les communes à se regrouper au sein d’un établissement public, pour déterminer les partis d’aménagement de l’espace au sein d’un SCoT, un document d’orientation stratégique des politiques publiques à une grande échelle et à un horizon de 20 ans et s'imposant aux documents d'urbanisme locaux, les PLU (Plan local d'urbanisme). La commune est dans le territoire du SCOT Pays créçois, approuvé le 18 décembre 2019.
La commune, en 2019, avait engagé l'élaboration d'un plan local d'urbanisme.

### Lieux-dits et écarts
La commune compte 30 lieux-dits administratifs répertoriés consultables ici.

### Logement
En 2016, le nombre total de logements dans la commune était de 101 dont 95 % de maisons et 6 % d'appartements.
Parmi ces logements, 89,2 % étaient des résidences principales, 7,2 % des résidences secondaires et 3,6 % des logements vacants.
La part des ménages fiscaux propriétaires de leur résidence principale s'élevait à 87,6 % contre 11,3 % de locataires et 1 % logés gratuitement.

### Voies de communication et transports

#### Voies de communication
De Paris (à 54 km), on accède à Vaucourtois par l’autoroute A4, sortie N° 17.
On accède à la commune par la D 125, de Coulommes à l’ouest.

#### Transports
La commune est desservie par la ligne 03B du réseau de bus Brie et 2 Morin.

## Toponymie
Valle Cortois, un hameau de la commune de Lihout, qui deviendra à son tour un hameau de Vaucourtois, au XVIIIe siècle.
Le nom de la localité est mentionné sous les formes M. de Valle Cortois en 1217 ; Valcortois en 1225 ; Vallis Curialis en 1234 ; Villa de Valle Curiali en 1284 ; Vaulcourtoys en Brye en 1481 ; Vaucourtoys prez Saint Fiacre en Brye en 1489 ; Vaulcourtois en 1612.
C. Val Crosum : « val du creux » ou il y a là la Fontaine Saint-Quirin qui alimente un bel étang.

## Politique et administration
| Période                                  | Période   | Identité         | Étiquette | Qualité |
| ---------------------------------------- | --------- | ---------------- | --------- | ------- |
| Les données manquantes sont à compléter. |           |                  |           |         |
| 1999                                     | mars 2008 | Claude Devillers |           |         |
| mars 2008                                | En cours  | Maryse Michon    |           |         |

## Équipements et services

### Eau et assainissement
L’organisation de la distribution de l’eau potable, de la collecte et du traitement des eaux usées et pluviales relève des communes. La loi NOTRe de 2015 a accru le rôle des EPCI à fiscalité propre en leur transférant cette compétence. Ce transfert devait en principe être effectif au 1er janvier 2020, mais la loi Ferrand-Fesneau du 3 août 2018 a introduit la possibilité d’un report de ce transfert au 1er janvier 2026,.

#### Assainissement des eaux usées
En 2020, la gestion du service d'assainissement collectif de la commune de Vaucourtois est assurée par  le SMAAEP de Crécy_Boutigny et Environs pour la collecte, le transport et la dépollution. Ce service est géré en délégation par une entreprise privée, dont le contrat arrive à échéance le 31 décembre 2024,,.
L’assainissement non collectif (ANC) désigne les installations individuelles de traitement des eaux domestiques qui ne sont pas desservies par un réseau public de collecte des eaux usées et qui doivent en conséquence traiter elles-mêmes leurs eaux usées avant de les rejeter dans le milieu naturel. Le SMAAEP de Crécy_Boutigny et Environs assure pour le compte de la commune le service public d'assainissement non collectif (SPANC), qui a pour mission de vérifier la bonne exécution des travaux de réalisation et de réhabilitation, ainsi que le bon fonctionnement et l’entretien des installations,.

#### Eau potable
En 2020, l'alimentation en eau potable est assurée par  le SMAAEP de Crécy_Boutigny et Environs qui en a délégué la gestion à l'entreprise Veolia, dont le contrat expire le 31 décembre 2025,,.

## Population et société
L'évolution du nombre d'habitants est connue à travers les recensements de la population effectués dans la commune depuis 1793. Pour les communes de moins de 10 000 habitants, une enquête de recensement portant sur toute la population est réalisée tous les cinq ans, les populations de référence des années intermédiaires étant quant à elles estimées par interpolation ou extrapolation. Pour la commune, le premier recensement exhaustif entrant dans le cadre du nouveau dispositif a été réalisé en 2008.

En 2022, la commune comptait 281 habitants, en évolution de +14,23 % par rapport à 2016 (Seine-et-Marne : +3,92 %, France hors Mayotte : +2,11 %).
| 1793 | 1800 | 1806 | 1821 | 1831 | 1836 | 1841 | 1846 | 1851 |
| ---- | ---- | ---- | ---- | ---- | ---- | ---- | ---- | ---- |
| 162  | 153  | 179  | 173  | 214  | 192  | 178  | 200  | 198  |

| 1856 | 1861 | 1866 | 1872 | 1876 | 1881 | 1886 | 1891 | 1896 |
| ---- | ---- | ---- | ---- | ---- | ---- | ---- | ---- | ---- |
| 209  | 212  | 233  | 206  | 191  | 187  | 166  | 141  | 138  |

| 1901 | 1906 | 1911 | 1921 | 1926 | 1931 | 1936 | 1946 | 1954 |
| ---- | ---- | ---- | ---- | ---- | ---- | ---- | ---- | ---- |
| 140  | 136  | 123  | 101  | 99   | 76   | 94   | 110  | 124  |

| 1962 | 1968 | 1975 | 1982 | 1990 | 1999 | 2006 | 2008 | 2013 |
| ---- | ---- | ---- | ---- | ---- | ---- | ---- | ---- | ---- |
| 101  | 102  | 100  | 153  | 193  | 202  | 209  | 211  | 221  |

| 2018 | 2022 | - | - | - | - | - | - | - |
| ---- | ---- | - | - | - | - | - | - | - |
| 266  | 281  | - | - | - | - | - | - | - |

## Économie

### Revenus de la population et fiscalité
En 2018, le nombre de ménages fiscaux de la commune était de 93, représentant 269 personnes et la  médiane du revenu disponible par unité de consommation  de 25 000 euros.

### Emploi
En 2017 , le nombre total d’emplois dans la zone était de 14, occupant 136 actifs  résidants.
Le taux d'activité de la population (actifs ayant un emploi) âgée de 15 à 64 ans s'élevait à 78,2 % contre un taux de chômage de 2,8 %. 
Les 19 % d’inactifs se répartissent de la façon suivante : 8,9 % d’étudiants et stagiaires non rémunérés, 4,5 % de retraités ou préretraités et 5,6 % pour les autres inactifs.

### Secteurs d'activité

#### Entreprises et commerces
En 2019, le nombre d’unités légales et d’établissements (activités marchandes hors agriculture. ) par secteur d'activité était de 14 dont 2 dans l’industrie manufacturière, industries extractives et autres, 2 dans la construction, 6 dans le commerce de gros et de détail, transports, hébergement et restauration, 1 dans les activités immobilières et 3 dans les activités spécialisées, scientifiques et techniques et activités de services administratifs et de soutien, 
.
En 2020, 2 entreprises individuelles ont été créées sur le territoire de la commune.
Au 1er janvier 2021, la commune ne disposait pas d’hôtel et de terrain de camping.

### Agriculture
Vaucourtois est dans la petite région agricole dénommée la « Brie laitière » (anciennement Brie des étangs), une partie de la Brie à l'est de Coulommiers. En 2010, l'orientation technico-économique de l'agriculture sur la commune est la culture de céréales et d'oléoprotéagineux (COP).
Si la productivité agricole de la Seine-et-Marne se situe dans le peloton de tête des départements français, le département enregistre un double phénomène de disparition des terres cultivables (près de 2 000 ha par an dans les années 1980, moins dans les années 2000) et de réduction d'environ 30 % du nombre d'agriculteurs dans les années 2010. Cette tendance se retrouve au niveau de la commune où le nombre d’exploitations est passé de 4 en 1988 à 2 en 2010. Parallèlement, la taille de ces exploitations augmente, passant de 56 ha en 1988 à 126 ha en 2010.
Le tableau ci-dessous présente les principales caractéristiques des exploitations agricoles de Vaucourtois, observées sur une période de 22 ans : 
|                                      | 1988 | 2000 | 2010 |
| ------------------------------------ | ---- | ---- | ---- |
| Dimension économique,                |      |      |      |
| Nombre d’exploitations (u)           | 4    | 3    | 2    |
| Travail (UTA)                        | 8    | 4    | 3    |
| Surface agricole utilisée (ha)       | 223  | 239  | 252  |
| Cultures                             |      |      |      |
| Terres labourables (ha)              | 196  | 226  | s    |
| Céréales (ha)                        | 141  | s    | s    |
| dont blé tendre (ha)                 | s    | s    | s    |
| dont maïs-grain et maïs-semence (ha) | 42   | s    | s    |
| Tournesol (ha)                       | 0    |      |      |
| Colza et navette (ha)                | s    |      |      |
| Élevage                              |      |      |      |
| Cheptel (UGBTA)                      | 33   | 0    | 0    |

## Culture locale et patrimoine

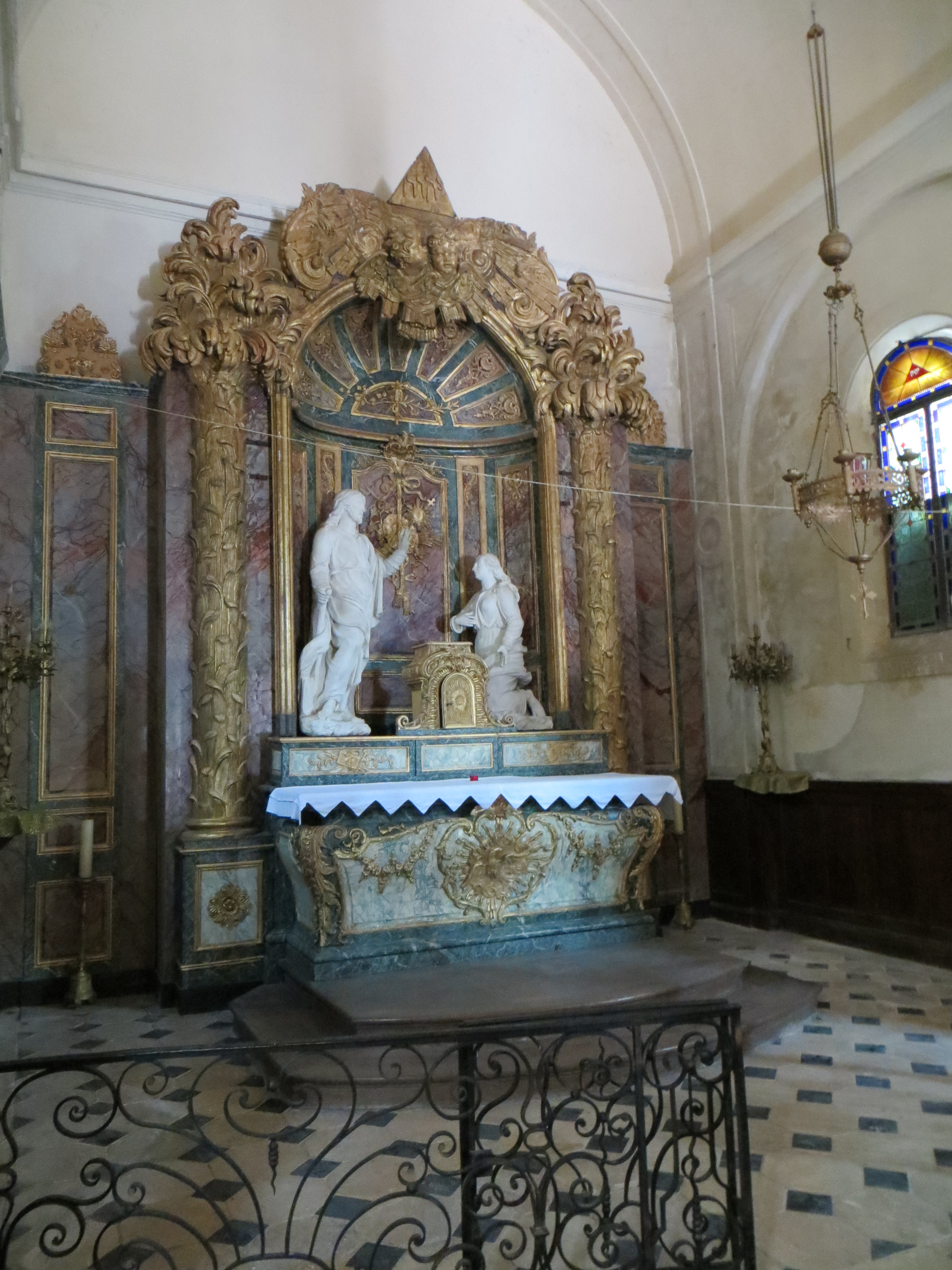
Retable de l'église.

### Lieux et monuments
- Château.
- Église Saint-Quirin, du XIXe siècle dont un clocher de 1865. Elle remplace un édifice plus ancien du XIIIe ; sa reconstruction a été financée par Louis Oudot, dont la famille était propriétaire du château. Elle fut bénie le 4 avril 1852 par l'évêque de Meaux.

L'église est de plan cruciforme. Les deux branches du transept sont des chapelles : au sud dédiée à la Vierge Marie, au nord à saint Claude.
Le maître autel, du XVIIIe siècle, classé aux Monuments Historiques en 1906, en bois polychrome et doré de style Louis XV, provient de l'ancien Hôtel-Dieu de Meaux détruit en 1846, tout comme la charpente du clocher. Un aigle doré, référence à l'« aigle de Meaux », Bossuet en orne le bas. Une statue en bois de saint Quirin, patron de la paroisse, se trouve sur le mur nord de la nef.

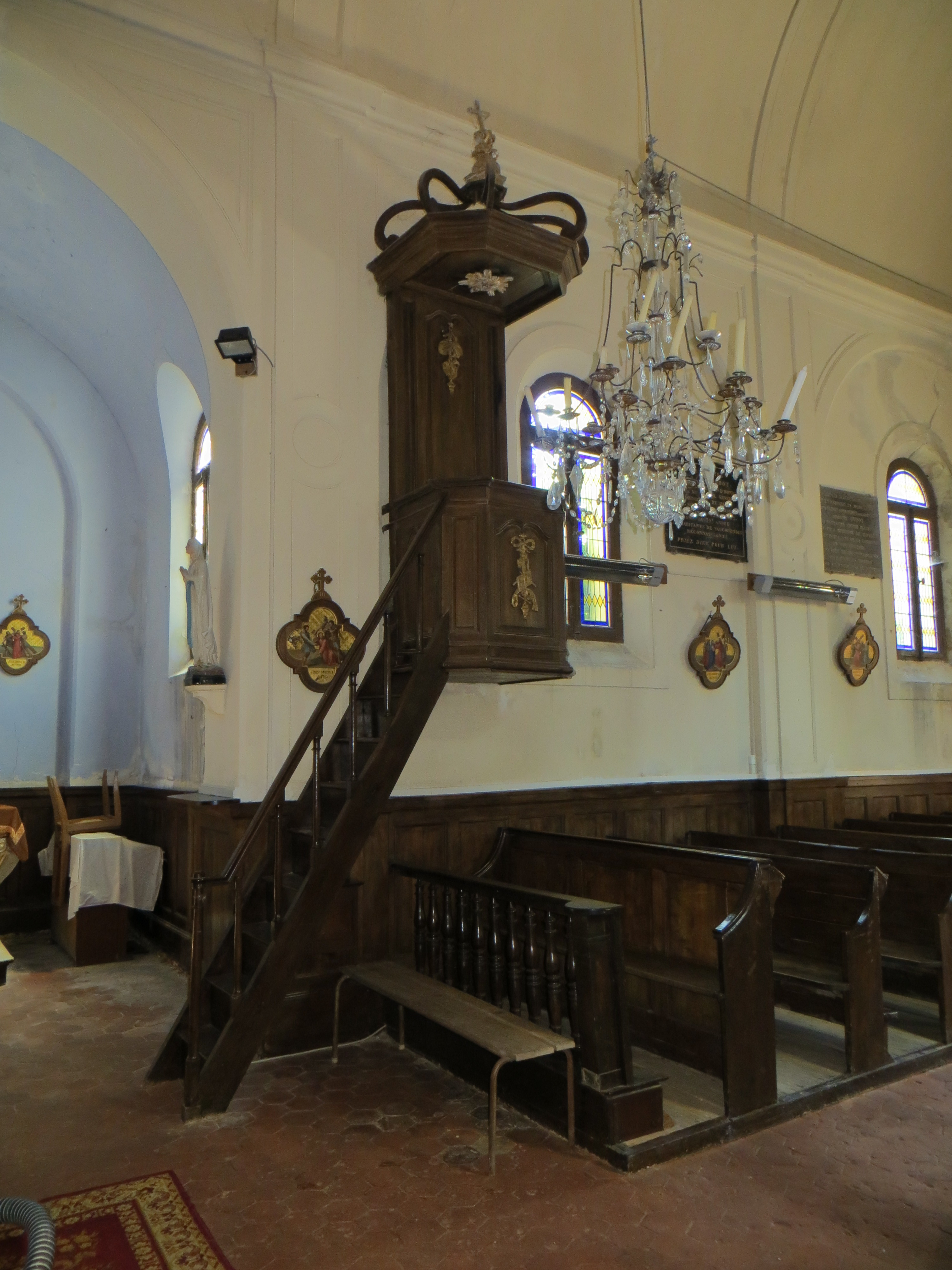
Chaire.
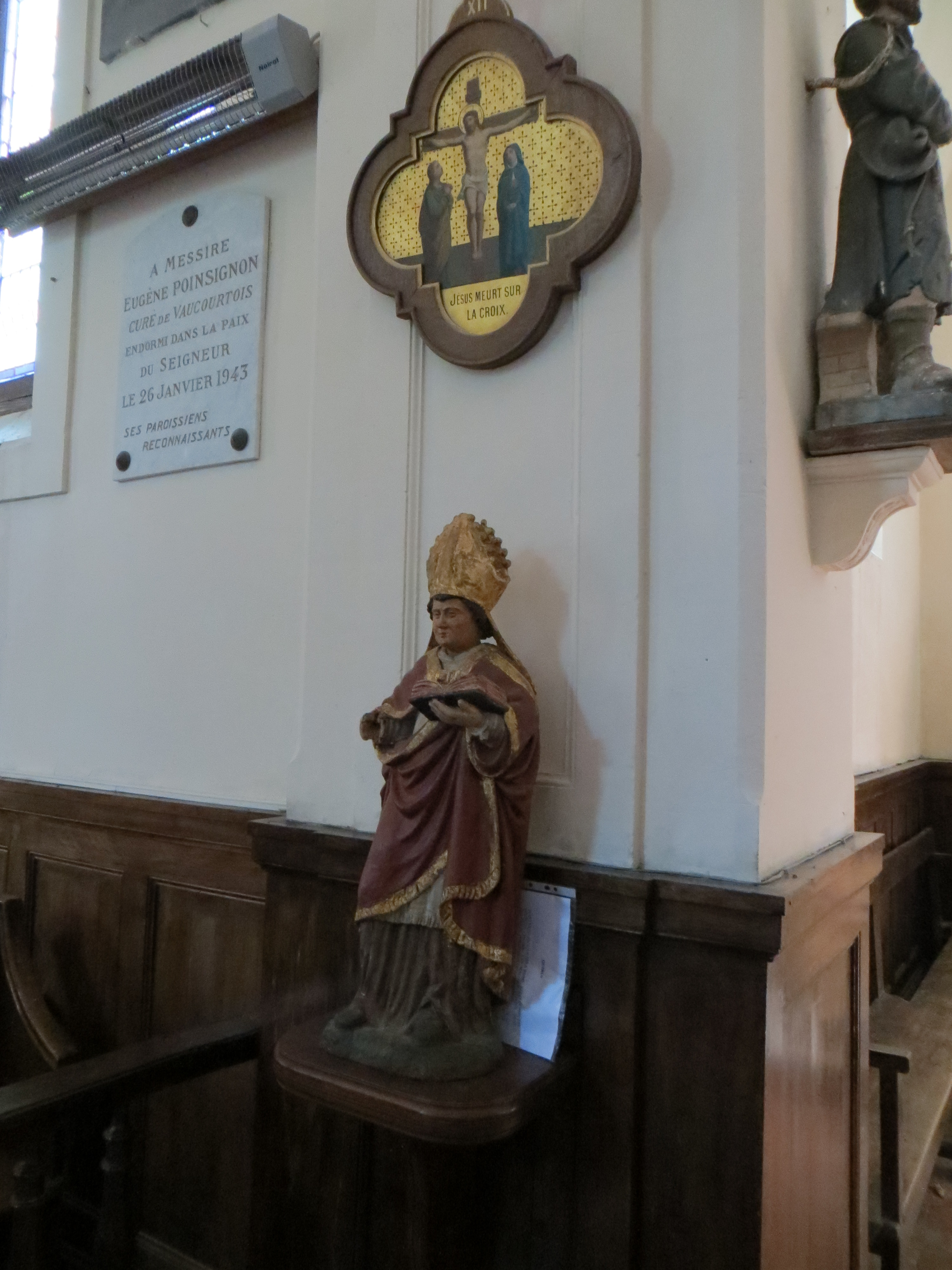
Statue de saint Quirin.